# Maggie McIntosh

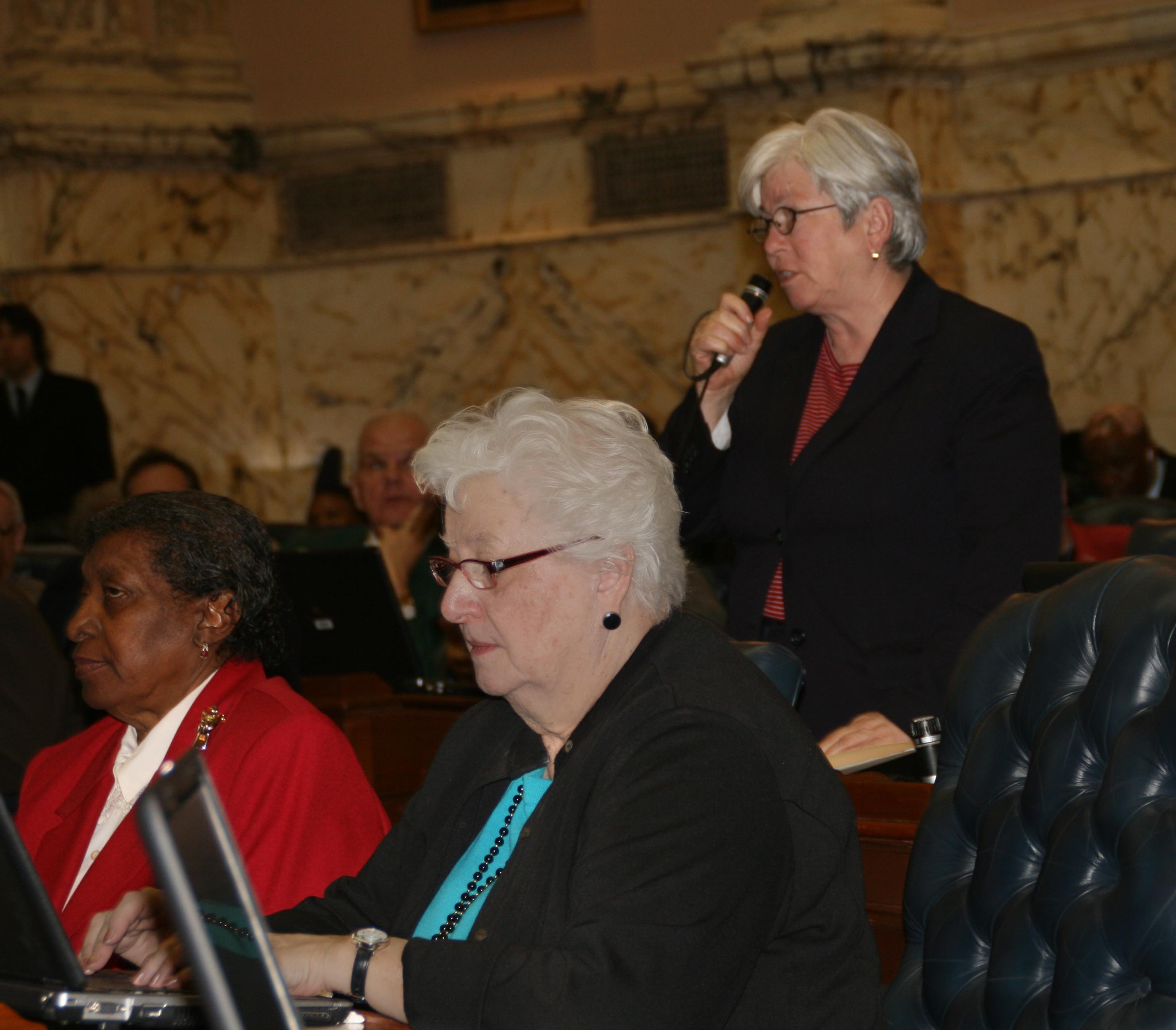
Maggie McIntosh

Margaret L. „Maggie“ McIntosh (* 22. Dezember 1947 in Quinter, Kansas) ist eine US-amerikanische Politikerin (Demokratische Partei).

## Leben
McIntosh studierte nach ihrer Schulzeit Kunsterziehung an der Wichita State University und an der Johns Hopkins University. Nach ihrem Studium unterrichtete sie an der Baltimore City Public School von 1972 bis 1978 und war danach in der Lehrerausbildung tätig. Später war sie für die Stadt Baltimore tätig.
Am 10. November 1992 wurde sie im 43. Distrikt als Nachfolgerin von Anne Perkins Mitglied des Abgeordnetenhauses von Maryland. 2001 gab sie in einer Debatte zum bundesstaatlichen Antidiskriminierungsrecht im Parlament von Maryland bekannt, dass sie homosexuell sei.